# Hylodes perplicatus
Espèce
Synonymes
- Elosia perplicata Miranda-Ribeiro, 1926

Statut de conservation UICN

 LC  : Préoccupation mineure
Hylodes perplicatus est une espèce d'amphibiens de la famille des Hylodidae.

## Répartition
Cette espèce est endémique des environs de Corupá dans l'État de Santa Catarina au Brésil. Elle est présente entre 150 et 1 000 m d'altitude,.

## Publication originale
- Miranda-Ribeiro, 1926 : Notas para servirem ao estudo dos gymnobatrachios (Anura) brasileiros. Archivos do Museu Nacional do Rio de Janeiro, vol. 27, p. 1-227.